# 君臣情深
《君臣情深》是2003年製播的一部台視八點檔【楊麗花歌仔戲】，楊麗花身兼製作人與導演，楊麗花、許秀年、陳亞蘭與紀麗如領銜主演。本劇於2003年4月16日在台視主頻8點檔時段首播，被喻為台視台慶大戲，榮獲2003年第38屆金鐘獎傳統戲曲節目獎。全劇共39集。2006年2月6日，本劇登上公視主頻8點檔播映；之後本劇更陸續在台灣宏觀電視以及台視綜合台播出。2012年，台視慶祝五十週年台慶，特別推出【台視50經典再現】系列節目，於2012年5月10日起每週一至週五下午1點播出本劇。

《君臣情深》，其實為1987年兩部台視楊麗花歌仔戲《王文英與竹廬馬》和《王伯東告御狀》合而為一，當時的編劇為蔡天送、鄭雅雲，《王文英與竹廬馬》製播共30集，《王伯東告御狀》製播共34集，每集約為30分鐘含廣告，楊麗花主演王文英、王伯東、周胡，陳亞蘭主演宋仁宗；而《君臣情深》則是改為陳亞蘭分飾兩代三角，宋仁宗則為楊麗花擔綱。

## 播出時間

### 首播
| 頻道 | 所在地 | 播映日期        | 播出時間             |
| ---- | ------ | --------------- | -------------------- |
| 台視 | 台灣   | 2003年4月16日起 | 週一~週五20 : 00播出 |

### 重播
| 頻道                          | 所在地 | 播映日期        | 播出時間             |
| ----------------------------- | ------ | --------------- | -------------------- |
| 台視主頻 （數位頻道同步播出） | 台灣   | 2012年5月10日起 | 週一～週五13：00播出 |

## 故事大綱
宋仁宗年間，山東濟南總兵辛俊，奸詐陰險，為當朝國丈兼太師龐洪之得意門生。龐洪之子龐昱，平日亦仗勢欺人，為非作歹。廣州王家原與辛家為世交之好，王文英與辛俊女兒辛月霞自幼訂親，是年，王文英時屆弱冠，告別雙親，攜帶玉環婚書，前往濟南府認親。夢中月霞卻經神仙指點，認親並非文英本人，次日一見王文英，此人果然獐頭鼠目，看似貪財好色之徒，原來此人正是文英身邊忘恩負義的惡僕安童，安童認親途中，奪取了文英的玉環和婚書，冀望藉此魚躍龍門，月霞明知此人定是冒牌貨，但鑑於父兄不明事理，只好收拾細軟，與妹妹秋霞，喬裝出走。
成親之日，辛俊不見了女兒，只好以婢女頂替完婚，此時文英卻剛好硬闖辛府，拆穿了安童的身份，卻也同時發現了辛俊巧設機關樓欲圖謀反的秘密。於是辛俊和龐洪欲除文英而後快。京城考場中，出現三個籍貫父母相同的王文英，原來其餘兩個王文英，一是代夫應考的辛月霞，一是負義欺主的王安童，經明察秋毫的包拯揭開迷案後，月霞無罪釋放與文英完成婚禮，王安童則被問罪處死。

文英經此一役，因禍得福，更迎娶了宰相之女寇鳳玲與巾幗英雄高昭蓉。 文英偶然獲得寶駒，名喚[竹蘆]，此馬能飛天快馳，文英常於夜間騎馬南行，返鄉與月霞共渡良宵，此事無人知曉。 某夜文英騎馬出遊，巧遇仁宗，文英趁機呈報辛龐兩人謀反罪狀，君臣商議後，縱馬夜巡，並命文英一一記載辛龐兩人的陰謀事蹟。連日夜遊，仁宗晏起，耽誤早朝，龐洪發難，指責文英妖言惑主，唯仁宗恩寵有加，不但不加罪文英，反升他為龍圖閣大學士。月霞身懷六甲，夫妻兩人相隔千里，如何懷孕，婆婆以為月霞與人有了茍且之事，後經親眼所見，文英之母才相信「竹蘆馬」之事。

文英母好奇心起，欲試騎寶馬，卻不知寶馬忌諱陰人（女人）近身，至使竹蘆馬毀於身下，文英之母亦因此身亡。寶馬一死，文英無法如期返朝，百官交互指責，仁宗恐文英畏罪自殺，遣陳淵攜帶赦旨迎文英回朝，豈知赦旨卻遭龐洪篡改，使王家一族死於非命，寇鳳玲與高昭蓉亦自殺殉節，獨留大腹便便之辛月霞。月霞產下文英的遺腹子王伯東，伯東身繫國仇家恨，長成後，帶著文英生前所書辛龐兩人之謀反事實，赴京為父申冤。
伯東與龐洪、辛俊鬥智鬥力，加上包拯與范仲淹的協助，終於為父平反，將為奸作惡的辛龐二人繩之以法，大快人心。

## 演員列表

### 主要演員
| 演員   | 角色   | 介紹 | 登場集數 |
| 楊麗花 | 宋仁宗 | 中國宋朝第四代皇帝。潇洒俊朗、英明睿智、生性好动、常微服出巡，巧遇王文英后，藉‘竹芦宝马’之助，常相偕出巡夜游，两人遂成莫逆。                                                                 | 全劇     |
| 陳亞蘭 | 王文英 | 文武全才，为恶奴及奸人构陷，身负國仇家恨的他，在机缘巧合下获得‘竹芦宝马’，误降皇宫，与仁宗认识，藉与仁宗出游时，暗查奸党，受仁宗器重。卻因慘遭陷害、服毒自殺身亡後，投胎轉世為「啞巴」周胡。 |          |
| 陳亞蘭 | 周胡   | 王文英转世，因為投胎前沒喝孟婆湯，地府判官怕其洩密天機，因此施法使其在弱冠之年前無法開口說話。                                                                                               |          |
| 陳亞蘭 | 王伯東 | 王文英和辛月霞之子，與龐洪之孫女秋香結緣，最後奉旨與龐秋香、高如鳳成婚。 |          |
| 許秀年 | 皇后   | 仁宗妻，母仪天下，端庄贤淑，对仁宗知之甚深，两人夫妻情深，因感于文英之忠心，常为其解除危机。                                                                                                 |          |
| 紀麗如 | 何才   | 宋仁宗的随身太监，对仁宗忠心不二。 |          |

### 其他演員
| 演員   | 角色     | 介紹 | 登場集數 |
| 周岑頤 | 辛月霞   | 文英指腹为婚的妻子，因看不惯父亲辛俊叛国图谋，遂离家出走。后与文英成婚，聪慧又善解人意的她，最为文英喜爱。     |          |
| 楊淑涵 | 辛秋霞   | 月霞之妹，宽厚善良，与姐共同离家，后适高昭杰。                                                                 |          |
| 伊正   | 高昭傑   | 昭群之弟、昭蓉之兄。武艺高强，本性耿直，本是叛臣辛俊的手下，后在众人规劝下愧悟，帮助王文英除奸卫国。           |          |
| 丁華寵 | 高昭群   | 昭傑、昭蓉之兄。如鳳、如財之父。                                                                               |          |
| 林衣倩 | 高昭蓉   | 王文英之三妻，昭杰、昭群之妹，慧黠灵敏，拥有一身好武艺，对文英有救命之恩，后与文英成婚。                       |          |
| 林衣倩 | 高如虹   | 高昭傑之女，為高昭蓉转世。                                                                                     |          |
| 林佩儀 | 寇鳳玲   | 王文英之二妻，寇准之女，高贵大方，惠质兰心，同适文英。                                                         |          |
| 林佩儀 | 梅姑     | 從小和周胡一起長大，為寇凤玲转世。                                                                             |          |
| 吳炎棟 | 寇準     | 寇凤玲之父。                                                                                                   |          |
| 林明正 | 辛俊     | 济南府节度史，辛豹、月霞、秋霞父，为人阴狠，与庞太师共谋造反，恐文英害事，屡次陷害文英，最後死於太極樓的機關。 |          |
| 林美玲 | 范仲淹   | |          |
| 莊金梅 | 龐秋香   | 庞洪之孙女，聪明慧黠，秉性纯良。                                                                               |          |
| 童婕渝 | 高如鳳   | 高昭群之女、高如財之姊。温柔可人，是文英之子王伯东之红粉知己。                                                 |          |
| 黃龍   | 龐洪     | 龐秋香之祖父、龐貴妃之父。庞太师，欲阴谋造反，故三番两次陷害文英。曾經竄改昭書使王文英服毒身亡，最後就地正法。 |          |
| 簡嘉伶 | 龐貴妃   | 庞洪之女，骄纵争宠，受庞洪之命，陷害文英。                                                                     |          |
| 吳由美 | 李氏     | 文英之母，文英被害時，為忠僕所救。                                                                             |          |
| 吳由美 | 周母     | 周旺之妻、周胡之母。                                                                                           |          |
| 許仙姬 | 狄太后   | 庄严慈祥，对仁宗疼爱有加，是仁宗心目中最倚赖的长者。                                                           |          |
| 簡宏璋 | 辛豹     | |          |
| 羅育忠 | 包公     | |          |
| 暘驊   | 高如財   | 高昭群之子、高如鳳之弟。                                                                                       |          |
| 王經緯 | 花蝴蝶   | 辛府的總教頭，武藝高強，為惡多端。                                                                             |          |
| 闞水源 | 周旺     | 周胡之父。 |          |
| 許立華 | 哈木滿達 | |          |
| 謝美娟 | 添丁     | |          |
| 蘇振鋼 | 華華太歲 | |          |
| 康祺   | 王福     | |          |

### 客串演出
| 演員   | 角色     | 介紹                                                                                                   | 登場集數 |
| 劉建華 | 太子     | |          |
| 陳志朋 | 王安童   | 王文英的奴樸，在陪同文英進京趕考途中陷害文英，後又持玉環與婚書，冒文英之名赴濟南認親，文英幾為他所害。 |          |
| 龍冠武 | 周樓師   | |          |
| 莊奕勳 | 龐昱     | |          |
| 鍾佳珍 | 辛母     | |          |
| 趙宇綺 | 觀世音   | |          |
| 王台玲 | 冬梅     | |          |
| 陸一龍 | 太監     | |          |
| 許傑輝 | 太監     | |          |
| 龍劭華 | 太監     | |          |
| 鄭志偉 | 太監     | |          |
| 蕭大陸 | 太監     | |          |
| 盧靚   | 老鴇     | |          |
| 王秀文 | 肉粽小販 | |          |
| 陳詠纖 | 田妻     | |          |
| 杜玉琴 | 田母     | |          |
| 陳亞伶 | 殷才人   | |          |
| 王秋冠 | 田大善人 | |          |
| 吳金葉 | 昭群妻   | |          |
| 李淑楨 | 玉屏     | 賣唱女                                                                                                 |          |